# عدنان خیرالله
ارتشبد عدنان خیرالله طلفاح (زاده ۱۹۳۹ – درگذشته ۴ می ۱۹۸۹) پسر خیرالله طلفاح، برادر ساجده طلفاح (اولین همسر صدام حسین)، پسر دایی صدام حسین، همچنین وزیر دفاع عراق و از ژنرال‌های ارتش عراق بود. وی یکی از اعضای بلندپایه و اصلی رژیم بعث عراق و وزیر جنگ عراق در زمان جنگ ایران و عراق بوده‌است.
خیرالله یکبار از سوءقصدی که توسط صدام حسین به وسیله بمبگذاری در هلیکوپتر حامل وی انجام شده بود، جان سالم بدر برد. اما در نهایت در سال ۱۹۸۹ هلیکوپتر حامل وی سقوط کرد و وی کشته شد. گرچه مقامات وقت رژیم بعث علت سانحه را طوفان شن معرفی کردند، اما شواهدی دال بر عمدی بودن این سقوط وجود دارد.
پس از کشته‌شدن وی، صدام حسین یکی از میادین شهر بغداد را به نام او نامگذاری کرد.